# Parlamentswahl in Portugal 2019
- CDU: 12
- BE: 19
- L: 1
- PS: 108
- PAN: 4
- IL: 1
- PSD: 79
- PP: 5
- CH: 1

Bei der Parlamentswahl in Portugal 2019 am 6. Oktober 2019 waren etwa 10,7 Millionen Portugiesen im In- wie Ausland aufgerufen, 230 Mandate in der Assembleia da República neu zu wählen. Die Wahl fand im regulären Vier-Jahres-Rhythmus statt.
Die regierenden Sozialisten (PS) gewannen hinzu und wurden mit rund 36,3 % der Stimmen erstmals seit 2009 wieder stärkste Kraft. Die liberal-konservative PSD sowie die rechtskonservative CDS-PP, die bei der letzten Parlamentswahl 2015 noch im Bündnis antraten, waren die klaren Verlierer der Wahl; mit 27,8 % erzielte die PSD ihr schlechtestes Ergebnis seit 1983. Die CDS-PP verlor ebenso deutlich von 18 auf nur noch 5 Sitze.
Links von den Sozialisten verloren Linksblock (BE) und die Listenvereinigung aus Grünen und Kommunisten (CDU) leicht an Zustimmung. Mit vier Mandaten zog die Tierschutzpartei PAN erneut ins Parlament ein und etablierte sich damit als Partei. Drei weitere Kleinparteien zogen erstmals jeweils mit einem Mandat ins Parlament ein: die rechtsextreme Chega, die rechtsliberale Iniciativa Liberal sowie die linksgrüne Partei Livre. Die Wahlbeteiligung sank deutlich auf 48,60 Prozent, was jedoch auch mit einer Wahlrechtsänderung für Auslandsportugiesen begründet wird.

## Hintergrund

### Ausgangslage
Nach der Parlamentswahl 2015, bei der keine der beiden großen Parteien (PS und PSD) eine Mehrheit errang, entschied sich António Costa (PS) nicht wie erwartet, eine „große Koalition“ mit der konservativ-liberalen PSD einzugehen. Stattdessen etablierte er nach längeren Verhandlungen mit den kleinen Parteien Bloco de Esquerda, Partido Comunista Português und Os Verdes eine sozialistische Minderheitsregierung unter Tolerierung der drei kleinen Parteien. Vom CDS-Politiker Paulo Portas abwertend als „geringonça“ (zu Deutsch in etwa „Klapperkiste“, „schräges Konstrukt“) bezeichnet, gewann die Bezeichnung bald Eigenleben und wurde von der Regierung selbst benutzt.

### Wirtschaftlicher Aufschwung Portugals
Dem Kabinett Costa I gelang es, in den vier Jahren zahlreiche der unter der konservativen Vorgängerregierung beschlossenen Maßnahmen zurückzunehmen (Gehaltskürzungen, Rentenkürzungen, Sonderabgaben), gleichzeitig jedoch die Arbeitslosenzahl von knapp 18 Prozent auf knapp 6 Prozent zu senken – den niedrigsten Wert seit 2002. Parallel dazu setzt die Regierung auf eine strikte Haushaltsdisziplin und senkte das Haushaltsdefizit auf 0,5 Prozent, die Staatsschuldenquote sank auf rund 122 Prozent des Bruttoinlandsproduktes. Dies ging insbesondere mit einer radikalen Kürzung aller Investitionen einher.
Externe Faktoren wie ein besonders starker Tourismus-Boom begünstigten die wirtschaftliche Lage Portugals. Einher gingen damit steigende Immobilienpreise mit Gentrifizierungs-Phänomenen in Lissabon und Porto analog zu anderen europäischen Großstädten.

### Zerstrittenes konservatives Lager
Politisch profitierte die Regierung Costa von einem zerstrittenen konservativen Lager. Zwar gewann der von PSD und CDS-PP nominierte Präsidentschaftskandidat Marcelo Rebelo de Sousa die Präsidentschaftswahlen 2016. Sousa gab sich seit seiner Wahl im Gegensatz zu seinem Vorgänger jedoch besonders überparteilich, sodass die Parteien von seiner Wahl nicht profitieren konnten.
Weder die konservativ-liberale PSD noch das rechtskonservative CDS-PP erholten sich von den Regierungsjahren unter Premierminister Passos Coelho. Nachdem die PSD bei den Kommunalwahlen 2017 zahlreiche Rathäuser und Stadträte an die PS verloren hatte, trat Pedro Passos Coelho als Parteivorsitzender zurück. In einem langen internen Wahlkampf setzte sich der ehemalige Bürgermeister von Porto Rui Rio mit 54 Prozent gegen den früheren Lissabonner Bürgermeister und Premierminister Pedro Santana Lopes durch. Letzterer trat daraufhin aus der Partei aus und gründete eine eigene Partei unter dem Namen Aliança.
Abseits der großen politischen und wirtschaftlichen Fragen forderten mehrere landespolitische Krisen (Waldbrände in Portugal 2017, Streik der Lehrerinnen und Lehrer, Tankwartstreik, Munitionsdiebstahl im Waffenlager Tancos der portugiesischen Armee) die Regierung heraus, taten jedoch ihrer Popularität, vor allem von Premierminister António Costa, keinen Abbruch.

## Wahlsystem
Das Parlament der Portugiesischen Republik besteht aus einer einzigen Kammer, der Versammlung der Republik, die aus 230 Mitgliedern besteht, die direkt durch allgemeine Erwachsenenwahlen für eine Amtszeit von höchstens vier Jahren gewählt werden. Die Mitglieder der Versammlung vertreten das gesamte Land und nicht die Wahlkreise, in denen sie gewählt wurden.
Jeder der achtzehn Verwaltungsbezirke Portugals sowie jede der beiden autonomen Regionen des Landes – die Azoren und Madeira – ist ein Wahlbezirk. Portugiesische Wähler mit Wohnsitz außerhalb des Staatsgebiets sind in zwei Wahlkreise – Europa und die übrige Welt – eingeteilt, von denen jeder zwei Mitglieder der Versammlung wählt, die damit die Auslandsportugiesen im Parlament repräsentieren. Die restlichen 226 Sitze werden nach dem Verhältnis ihrer Anzahl registrierter Wähler auf die Wahlkreise des jeweiligen Landes verteilt.
Politische Parteien und Parteienkoalitionen können Kandidatenlisten vorlegen. Die Listen sind geschlossen, so dass die Wähler keine einzelnen Kandidaten in dieser Liste auswählen oder die Reihenfolge ändern dürfen.
Die Sitze in jedem Wahlkreis werden nach der größten durchschnittlichen Proportionalitäts-Methode (PR) aufgeteilt, die der belgische Jurist Victor D’Hondt 1899 entworfen hat. Obwohl es keine gesetzliche Schwelle für die Teilnahme an der Vergabe von Versammlungssitzen gibt, führt die Anwendung des D’Hondt-Verfahrens eine De-facto-Schwelle auf Wahlkreisebene ein.

## Antretende Parteien

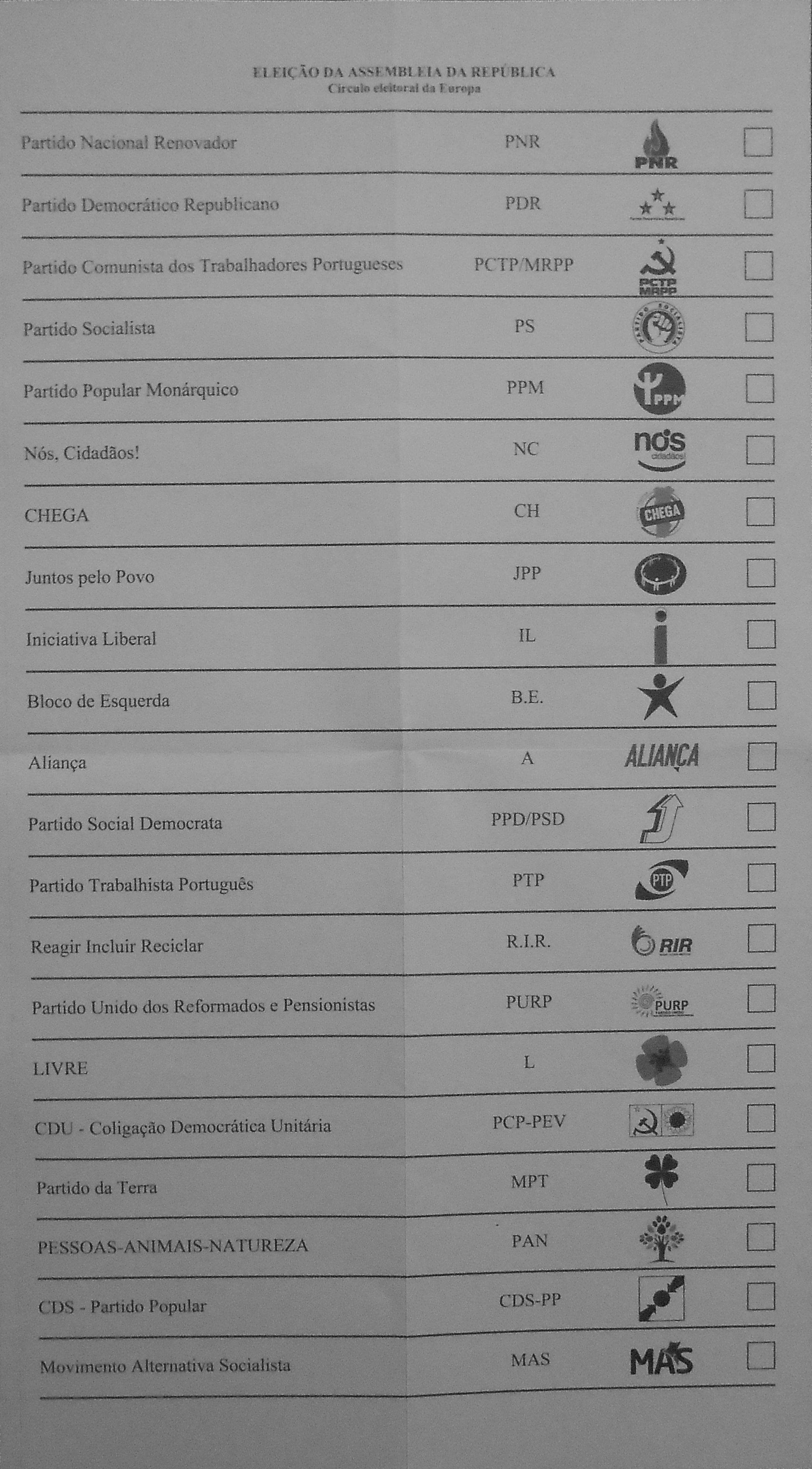
Wahlzettel zur portugiesischen Parlamentswahl am 6. Oktober 2019

Zur Parlamentswahl traten alle in der Assembleia da República vertretenen Parteien mit folgenden Spitzenkandidaten an:
- Partido Social Democrata (PSD) mit Rui Rio
- Partido Socialista (PS) mit António Costa
- Bloco de Esquerda (BE) mit Catarina Martins
- Centro Democrático e Social - Partido Popular (CDS-PP) mit Assunção Cristas
- Listenverbindung Coligação Democrática Unitária (CDU) aus Partido Comunista Português (PCP) und Partido Ecologista Os Verdes (PEV) mit Jerónimo de Sousa
- und Pessoas–Animais–Natureza (PAN) mit André Silva

Des Weiteren traten folgende Parteien und Listen zur Wahl an:
- Aliança
- CHEGA
- Iniciativa Liberal
- Juntos Pelo Povo
- LIVRE
- Movimento Alternativa Socialista
- Partido da Terra
- Nós, Cidadãos!
- Partido Comunista dos Trabalhadores Portugueses
- Partido Democrático Republicano
- Partido Nacional Renovador
- Partido Trabalhista Português
- Partido Popular Monárquico
- Partido Unido dos Reformados e Pensionistas
- Reagir Incluir Reciclar

## Umfragen

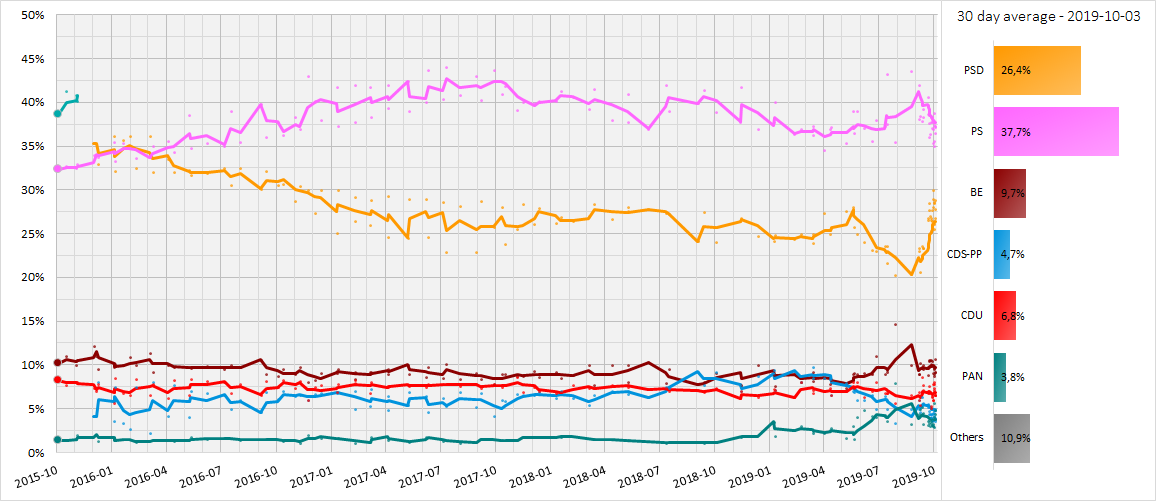
Verlauf der Umfrage-Mittelwerte von der Wahl 2015 bis zur Wahl 2019

## Ergebnisse

Sitzverteilung und stärkste Partei in den Wahlkreisen

### Landesweites Ergebnis
| Partei                                | Partei | Stimmen    | Stimmen | Stimmen | Sitze   | Sitze |  |
| Partei                                | Partei | Anzahl     | %       | +/−     | Anzahl  | +/−   |  |
| ------------------------------------- | --- | ---------- | ------- | ------- | ------- | ----- |  |
|                                       | Partido Socialista (PS)                                                                                       | 1.903.687  | 36,35   | +4,03   | 108     | +22   |  |
|                                       | Partido Social Democrata (PSD)                                                                                | 1.454.283  | 27,77   | −       | 79      | −10   |  |
|                                       | Bloco de Esquerda (BE)                                                                                        | 498.549    | 9,52    | −0,67   | 19      | ±0    |  |
|                                       | Coligação Democrática Unitária (CDU) - Partido Comunista Português (PCP) - Partido Ecologista Os Verdes (PEV) | 332.018    | 6,34    | −1,91   | 12 10 2 | −5 ±0 |  |
|                                       | CDS – Partido Popular (CDS–PP)                                                                                | 221.094    | 4,22    | −       | 5       | −13   |  |
|                                       | Pessoas – Animais – Natureza (PAN)                                                                            | 173.931    | 3,32    | +1,93   | 4       | +3    |  |
|                                       | Chega (CH) | 67.502     | 1,29    | neu     | 1       | neu   |  |
|                                       | Iniciativa Liberal (IL)                                                                                       | 67.443     | 1,29    | neu     | 1       | neu   |  |
|                                       | Livre (L) | 56.940     | 1,09    | +0,36   | 1       | +1    |  |
|                                       | Aliança (A)                                                                                                   | 40.175     | 0,77    | neu     | 0       | neu   |  |
|                                       | Partido Comunista dos Trabalhadores Portugueses (PCTP/MRPP)                                                   | 36.006     | 0,69    | −0,42   | 0       | ±0    |  |
|                                       | Reagir Incluir Reciclar (RIR)                                                                                 | 35.169     | 0,67    | neu     | 0       | neu   |  |
|                                       | Partido Nacional Renovador (PNR)                                                                              | 16.992     | 0,32    | −0,18   | 0       | ±0    |  |
|                                       | Partido da Terra (MPT)                                                                                        | 12.888     | 0,25    | −0,17   | 0       | ±0    |  |
|                                       | Nós, Cidadãos! (NC)                                                                                           | 12.346     | 0,24    | −0,16   | 0       | ±0    |  |
|                                       | Partido Democrático Republicano (PDR)                                                                         | 11.674     | 0,22    | −0,91   | 0       | ±0    |  |
|                                       | Partido Unido dos Reformados e Pensionistas (PURP)                                                            | 11.457     | 0,22    | −0,04   | 0       | ±0    |  |
|                                       | Juntos pelo Povo (JPP)                                                                                        | 10.552     | 0,20    | −0,06   | 0       | ±0    |  |
|                                       | Partido Popular Monárquico (PPM)                                                                              | 8.389      | 0,16    | −0,14   | 0       | ±0    |  |
|                                       | Partido Trabalhista Português (PTP)                                                                           | 8.271      | 0,16    | −       | 0       | ±0    |  |
|                                       | Movimento Alternativa Socialista (MAS)                                                                        | 3.243      | 0,06    | −       | 0       | ±0    |  |
| Leere Stimmzettel                     | Leere Stimmzettel                                                                                             | 131.302    | 2,51    | +0,42   |         |       |  |
| Ungültige Stimmzettel                 | Ungültige Stimmzettel                                                                                         | 123.573    | 2,36    | +0,71   |         |       |  |
| Gesamt                                | Gesamt | 5.237.484  | 100,00  |         | 230     |       |  |
| Gültige Stimmen                       | Gültige Stimmen                                                                                               | 4.982.609  | 95,14   | −1,13   |         |       |  |
| Wahlbeteiligung                       | Wahlbeteiligung                                                                                               | 48,60 %    |         | −7,24   |         |       |  |
| Wahlberechtigte                       | Wahlberechtigte                                                                                               | 10.777.258 |         |         |         |       |  |
| Quelle: Comissão Nacional de Eleições | |            |         |         |         |       |  |

### Ergebnisse in den Wahlkreisen
| Nr.    | Wahlkreis (Distrikt)          | PS  | PSD | BE | CDU | CDS -PP | PAN | CH | IL | L | Abgeordnete gesamt |
| ------ | ----------------------------- | --- | --- | -- | --- | ------- | --- | -- | -- | - | ------------------ |
| 1      | Aveiro                        | 7   | 6   | 2  |     | 1       |     |    |    |   | 016                |
| 2      | Beja                          | 2   |     |    | 1   |         |     |    |    |   | 003                |
| 3      | Braga                         | 8   | 8   | 2  |     | 1       |     |    |    |   | 019                |
| 4      | Bragança                      | 1   | 2   |    |     |         |     |    |    |   | 003                |
| 5      | Castelo Branco                | 3   | 1   |    |     |         |     |    |    |   | 004                |
| 6      | Coimbra                       | 5   | 3   | 1  |     |         |     |    |    |   | 009                |
| 7      | Évora                         | 2   |     |    | 1   |         |     |    |    |   | 003                |
| 8      | Faro                          | 5   | 3   | 1  |     |         |     |    |    |   | 009                |
| 9      | Guarda                        | 2   | 1   |    |     |         |     |    |    |   | 003                |
| 10     | Leiria                        | 4   | 5   | 1  |     |         |     |    |    |   | 010                |
| 11     | Lissabon                      | 20  | 12  | 5  | 4   | 2       | 2   | 1  | 1  | 1 | 048                |
| 12     | Portalegre                    | 2   |     |    |     |         |     |    |    |   | 002                |
| 13     | Porto                         | 17  | 15  | 4  | 2   | 1       | 1   |    |    |   | 040                |
| 14     | Santarém                      | 4   | 3   | 1  | 1   |         |     |    |    |   | 009                |
| 15     | Setúbal                       | 9   | 3   | 2  | 3   |         | 1   |    |    |   | 018                |
| 16     | Viana do Castelo              | 3   | 3   |    |     |         |     |    |    |   | 006                |
| 17     | Vila Real                     | 2   | 3   |    |     |         |     |    |    |   | 005                |
| 18     | Viseu                         | 4   | 4   |    |     |         |     |    |    |   | 008                |
| 19     | Azoren                        | 3   | 2   |    |     |         |     |    |    |   | 005                |
| 20     | Madeira                       | 3   | 3   |    |     |         |     |    |    |   | 006                |
| 21     | Portugiesen in Europa         | 1   | 1   |    |     |         |     |    |    |   | 002                |
| 22     | Portugiesen außerhalb Europas | 1   | 1   |    |     |         |     |    |    |   | 002                |
| Gesamt | Gesamt                        | 108 | 79  | 19 | 12  | 5       | 4   | 1  | 1  | 1 | 230                |